# 欧拓汽车
欧拓汽车（Autoneum）是一家国际活跃的瑞士汽车供应商，总部位于瑞士温特图尔。欧拓是汽车隔音和隔热领域的领先制造商之一，为全球大多数汽车制造商供货。 
欧拓汽车成立于2011年，是瑞特控股有限公司的分拆公司。截至2019年欧拓经营着55个生产设施，在全球拥有约13,000名员工。  欧拓控股集团 在瑞士第六证券交易所上市。

## 历史
1984年，立达工厂收购了汽车噪音控制和隔热系统制造商Unikeller AG，从而为欧拓汽车的成立奠定了基础。 Unikeller AG 成为立达集团控股有限公司的全资子公司。
欧拓汽车随后于1988年收购了德国罗斯多夫的CHG集团、瑞士塞沃伦的AGFK和葡萄牙塞图巴尔的Sipavel。
1994年，汽车地毯生产商Firth Furnishings UK被收购，1995年，美国汽车零部件制造商Globe Industries被收购。 在此次收购的同时，立达还收购了 UGN，这是 Globe Industries 与日本汽车供应商日本特殊涂料株式会社的合资企业。 同年，Unikeller 部门更名为立达汽车系统。
1996至1997年收购了最后一家来自意大利和巴西的汽车零部件制造商，并与美国玛吉地毯公司成立了一家合资企业。
2003年欧拓汽车与日特固在中国成立了另一家合资企业，并于2008年在中国上海开设了开发和声学中心。
董事会于2011年3 月决定拆分立达集团。立达汽车系统部门于2011年5 月剥离，并以欧拓汽车的名义作为上市汽车供应商上市。  
2012年，欧拓汽车与日本汽车供应商日特固和丰田纺织同意合作开发混合动力汽车的内饰系统。 
2013年，欧拓汽车在俄罗斯梁赞市开设了一家工厂。作为调整产能以应对欧洲市场需求下降的举措的一部分，欧拓同年出售了在德西奥、皮格纳塔罗、桑蒂亚和维科伦戈设有工厂的意大利子公司 Autoneum Italy。 也是在2013年，欧拓与其长期合作伙伴 日特固 和中国供应商 时利合汽车实业集团有限公司 (TGPM) 建立了合资企业。合资公司 武汉日特固防音配件有限公司在中国武汉市经营着一个生产基地，用于制造防热防声组件。 
欧拓汽车于2014年与韩国汽车供应商 SH Global 建立了另一家合资企业。 Autoneum Korea Ltd. 的注册办事处位于韩国仁川。 
2015年6 月，由于2005年至2013年的非法定价，德国联邦卡特尔局以总计 7500万欧元对包括欧拓德国子公司在内的五家汽车供应商处以罚款共7500 万欧元。  欧拓公司支付了2950万欧元罚款。 
2016年，一家新的欧拓工厂在墨西哥圣路易斯波托西市开始运营。加上在埃莫西约和锡劳（子公司UGN的所在地）的生产设施，该公司在墨西哥拥有三个工厂，在墨西哥城拥有一个销售和工程办公室。
欧拓汽车于2017年在美国加利福尼亚州桑尼维尔市成立了新能源汽车研发中心，其中包括开发电动汽车的隔声和隔热组件。 同年，公司在美国诺维（密歇根州）开设了新的北美总部。同样在2017年，欧拓扩大了与日特固和丰田纺织的现有合作，成立了一家汽车声学研发合资企业。 
2017年和2018年，这家汽车供应商通过在烟台、长沙、平湖和沈阳铁西建立新工厂，将其在中国的生产能力分布到了总共十个地点。   欧拓于2018年在匈牙利的科马罗姆开设了另一家生产工厂。该工厂生产用于声学和热管理的轻型部件，是该公司在东欧的第六个生产基地。 同年，位于圣路易斯波托西的第二家工厂也开始生产，因此欧拓现在在墨西哥共有五个工厂。  
2023年欧拓宣布收购博格  （页面存档备份，存于）

## 产品
欧拓汽车开发和生产用于车辆隔声和隔热的轻型组件，包括发动机封装、地毯系统和乘客舱的内部仪表板、 车身底部系统、驾驶室外衬和隔热罩以及阻尼器。 